# Felip de Courtenay
Felip I de Courtenay (1243 – 15 desembre 1283) fou reconegut emperador de Constantinoble (1273-1283) encara que va viure en l'exili, ja que aquest estat havia passat a formar part del restablert Imperi Romà d'Orient.

## Biografia
Felip va néixer a Constantinoble el 1243 i era fill de l'emperador Balduí II de Courtenay i de la seva esposa Maria de Brienne.
De jove va acompanyar el seu pare en un viatge per diferents corts europees per demanar suport militar per defensar el seu imperi. Passant per Venècia el pare es va veure obligat a deixar-lo com a penyora del pagament dels diners prestats pels banquers d'aquesta ciutat, que el pare necessitava per emprendre la campanya militar de defensa. Va ser alliberat quan Alfons X de Castella en va pagar els deutes. Malgrat tot Balduí va perdre l'imperi el 1261, quan la capital fou capturada per l'exèrcit de Nicea.
En el Tractat de Viterbo, signat el 1267, el pare li va concertar matrimoni amb Beatriu d'Anjou-Nàpols, la segona filla de Carles I d'Anjou i de Beatriu I de Provença. Els avis materns de la núvia eren el comte Ramon Berenguer V de Provença i Beatriu de Savoia. El nuvi tenia trenta anys i la núvia ja n'havia fet els cinquanta.
El matrimoni es va celebrar l'octubre del 1273 a Foggia; poc després va morir Balduí i Felip va heretar els drets successoris al l'Imperi Llatí. Tot i que a Felip se li va reconèixer el títol, l'autoritat en la qüestió de recuperar l'imperi va recaure en Carles d'Anjou i els seus successors. Els territoris que realment va governar van ser els feus italians concedits per Carles I el 23 de març del 1269: Alife, Carinola i Mondragone.
Felip i Beatriu van tenir una filla, Caterina (25 de novembre del 1274 – 11 d'octubre del 1307, París). Felip va morir a Viterbo el 1283 i fou sebollit a Assís.